# Czekanów (województwo śląskie)

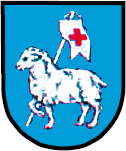
Nieoficjalny herb wsi Czekanów

Czekanów (niem. Schakanau) – wieś sołecka w Polsce położona w województwie śląskim, w powiecie tarnogórskim, w gminie Zbrosławice.
W latach 1954–1961 wieś należała i była siedzibą władz gromady Czekanów, po jej zniesieniu w gromadzie Ziemięcice. 
W latach 1975–1998 miejscowość należała administracyjnie do województwa katowickiego.

## Zabytki
Jedynym zabytkiem Czekanowa jest młyn z XVII–XVIII wieku, użytkowany obecnie jako dom mieszkalny. 
Ponadto w Czekanowie znajduje się pałac – pierwotnie dwór wybudowany w XVII w., przebudowany na pałac w stylu neorenesansu niderlandzkiego w 1878 r. przez Karola II von Raczeck (1855-1913), żonatego z Marią Dorotą von Madeyski (1836-1888). Nad wejściem znajduje się okazały kartusz z herbami  Karola III Kraffta Arweda von Raczeck (1882-1914) i jego żony hrabiny Eleonory von Oriola (1857-1932), pierwszych mieszkańców pałacu po przebudowie. Obiekt zdewastowany architektonicznie przez usunięcie spadzistych dachów, szczytów i wież w 1964 roku.